# 3 Armia (II RP)

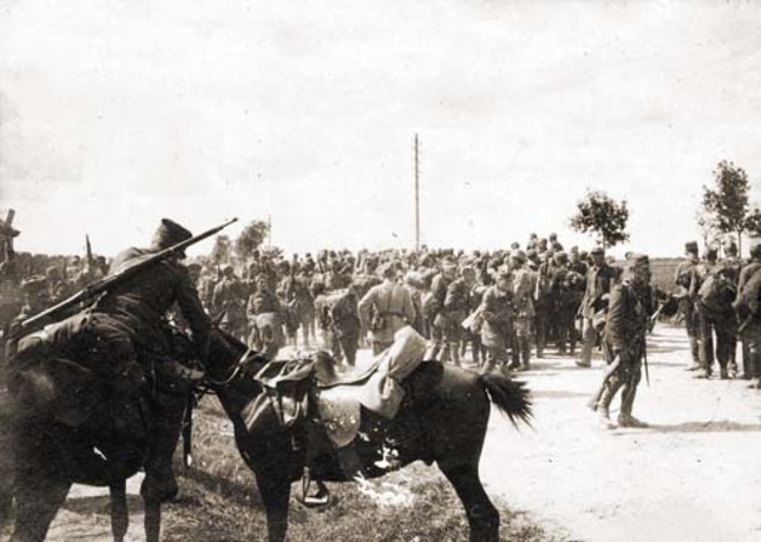
Odwrót oddziałów 3 Armii spod Kijowa, czerwiec 1920

3 Armia (3 A) – związek operacyjny Wojska Polskiego, utworzony w trakcie wojny polsko-bolszewickiej rozkazem Wodza Naczelnego marsz. Józefa Piłsudskiego z 19 kwietnia 1920. W ciągu niecałych dziewięciu miesięcy była trzykrotnie formowana i rozformowana, podobnie jak 2 Armia. Po rozwiązaniu stała się zalążkiem inspektoratu armii.

## Historia
W związku z przygotowaniami do wyprawy kijowskiej zreorganizowano WP, polegające na tym, że w marcu na miejsce frontów powołano armie. Nosiły one numery: 1, 2, 4, 6 i 7. 3 Armię powołano nieco później, z oddziałów różnego pochodzenia. Miała być główną siłą uderzeniową, która zniszczy 12 Armię i zdobędzie Kijów. Jej dowódcą został gen. ppor. Edward Śmigły-Rydz, ale faktyczne dowództwo podczas operacji objął marsz. Józef Piłsudski.
Ofensywa rozpoczęła się 25 kwietnia i była kierowana bezpośrednio przez marsz. Piłsudskiego. 3 Armia uderzyła na Żytomierz i Korosteń. Następnego dnia znalazła się pod wyznaczonymi celami, a w nocy kawaleria gen. Romera zdobyła Koziatyn, co doprowadziło do rozbicia i zniszczenia części sił 12 Armii bolszewickiej do tego stopnia, że do końca wojny nie odzyskała już pełnej sprawności bojowej. Ponadto jej dowództwo straciło łączność z resztkami swoich jednostek, bezładnie wycofujących za na Dniepr. Armia kontynuowała ofensywę, zdobywając Fastów i Makarów, a następnie zatrzymując się w celu rozeznania sytuacji i przegrupowania. 3 maja rozwiązano 3 A, po to by reaktywować ją dzień później. Uderzenie ruszyło się w nocy z 5 na 6 maja i po natrafieniu na słaby opór na przedpolach 1 DPLeg. 7 maja wkroczyła bez walki do Kijowa i po uchwyceniu przyczółka na Dnieprze 3 A rozpoczęła działania defensywne. Rozpoczął się miesiąc względnego spokoju, w czasie którego rozwiązano 2 A, resztę armii (3 i 6) podporządkowano Frontowi Ukraińskiemu.

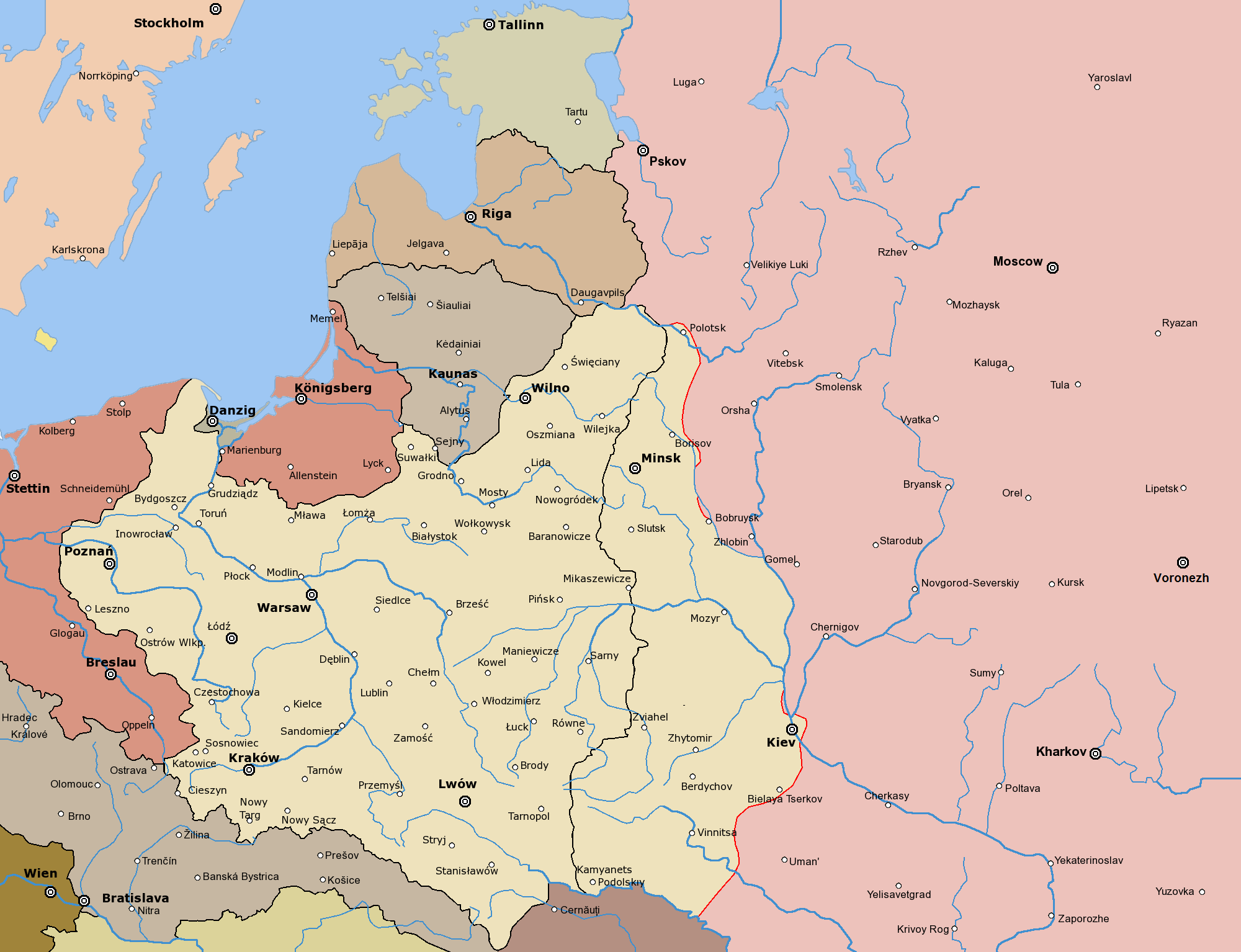
Front polsko-bolszewicki w czerwcu 1920

27 maja ruszyła ofensywa sowiecka - 14 A uderzyła na 6 A, Konarmia Budionnego na przełom armii polskich, a 12 A i grupa Jakira na 3 A w rejonie Kijowa. 5 czerwca Armia Konna przerwała front i wkroczyła na tyły wojsk polskich. 10 czerwca zdobyła Fastów, a 12 Armia przeprawiła się przez Dniepr, przez co armia gen. ppor. Śmigłego została okrążona. To właśnie ją uratowało, gdyż dowództwo radzieckie uznało, że 12 Armia sama sobie poradzi z osaczonymi formacjami polskimi. 10 czerwca 3 Armia przerwała cienki kordon i ruszyła na Korosteń. Po walkach w nocy z 11 na 12 czerwca z oddziałami Golikowa oraz 15 czerwca z 1 AK przedostała się do wyznaczonego celu. W związku z niepowodzeniami NDWP reaktywowało 2 Armię, którą  w walkach wspomógł 1 ppleg. z 3. armii. Formacja Śmigłego-Rydza musiała się jednak wycofać na Owrucz. Pod koniec czerwca rozpoczęła się realizacja planu okrążenia i zniszczenia armii Budionnego. Miała wziąć w niej udział 1 DP, lecz nie zdążyła i na początku lipca cała 3 A w wyniku walk pod Olewskiem ustąpiła za Uborć. Natarcie 1 DPLeg. rozpoczęło się dopiero 6 lipca, a skierowane było na 4 DK w Tuczynie.
Na początku lipca wojska Frontu Południowo-Wschodniego przegrupowały się i 3 Armia zajęła pozycje obronne nad Styrem. W tym czasie 12 Armia przedostała się bez przeszkód przez Horyń i toczyła walki wiążące z formacjami gen. Zielińskiego, które na początku sierpnia wycofały na Lubelszczyznę. Było to związane z przygotowaniami do rozstrzygającej bitwy wojny 1920 r.
W tej bitwie 3 Armia miała osłaniać Lubelszczyznę i wraz z 4 A nacierać na flankę wojsk nieprzyjaciela. Uderzenie rozpoczęła 16 sierpnia i tego dnia przeszła średnio po 45 km, zdobywając Włodawę i Wohyń, rozbijając Grupę Mozyrską. 17 sierpnia zniszczyła 58 DS i część pomniejszych jednostek, podchodząc pod Brześć i odbijając Białą Podlaską. Następnego dnia kontynuowała ofensywę, do momentu otrzymania rozkazów nr 8875/III i 8885/III, zgodnie z którymi Front Środkowy został zreorganizowany - 3 A została przesunięta na Chełmszczyznę i Lubelszczyznę do walki z Budionnym, a z części jej oddziałów utworzono nową, trzecią już 2 Armię.
3 A została zreorganizowana i od 26 sierpnia dowodził nią dotychczasowy dowódca 5 A, gen. ppor. Władysław Sikorski. 25 sierpnia ruszyła w kierunku Zamościa, który osiągnęła 29 sierpnia. Niewielka załoga (kilka batalionów i ukraińska 6 DS) stawiała zaciekły opór, co pozwoliło 3 Armii i grupie gen. Hallera z 6 Armii na wzięcie w kleszcze 1 Armię Konną. Udało jej się uciec, lecz doznała tak ciężkich strat (jak np. w bitwie pod Komarowem), że do końca wojny nie osiągnęła pierwotnej sprawności bojowej i dowództwo polskie mogło spokojnie planować kolejne operacje.
12 września zagon na Kowel, odcinający dowództwo 12 A od oddziałów, rozpoczął ofensywę 3. i 6. armii na froncie południowym. Grupa gen. Krajowskiego (7 i 18 DP, oddziały białoruskie) zdobyła Kowel, powodując odwrót przeciwnika nad Styr. Również grupa gen. Żeligowskiego (10 DP i brygada kozacka) poczyniła postępy, zdobywając Sokal, następnie Brody, Beresteczko i kierowała się na Krzemieniec. Oddziały 12 A i 1 AK próbowały stawić opór nad Horyniem, ale ostatecznie wycofały na Słucz i Uborć. Grupa gen. Krajowskiego wspomogła też oddziały walczące na północnym odcinku frontu 26 września zdobywając Pińsk, lecz było to już po rozwiązaniu 3 Armii rozkazem z 23 września.
4 października 3 Armia została reaktywowana i jej dowódcą został ponownie gen. Sikorski. Swoimi siłami wiązała armię litewską (2 i 3 DP) na odcinku od granicy z Niemcami do Oran. 8 października 1 DLB upozorowała bunt i następnego dnia zajęła Wilno. Polska formalnie odżegnywała się od akcji gen. Żeligowskiego, w rzeczywistości 3 A osłaniała od zachodu "zbuntowane" jednostki. W związku z tym, że zmalało ryzyko kontrataku litewskiego 9 grudnia NDWP rozwiązało dowództwo 3 Armii, które miało się stać zalążkiem inspektoratu armii.

## Dowództwo i skład
| Ordre de Bataille             | Ordre de Bataille           | Ordre de Bataille           | Ordre de Bataille           |        |
| V 1920                        | 3 VIII 1920                 | 28 VIII 1920                | IX 1920                     | X 1920 |
| ----------------------------- | --------------------------- | --------------------------- | --------------------------- | ------ |
| 1 DP Leg.                     | 2 Dywizja Piechoty Legionów | 2 Dywizja Piechoty Legionów | 2 Dywizja Piechoty Legionów | 1 DL-B |
| 4 DP                          |                             |                             |                             | 4 DP   |
| 6 Siczowa Dywizja Strzelców   |                             |                             |                             |        |
| 7 Dywizja Piechoty            | 7 Dywizja Piechoty          | 7 Dywizja Piechoty          | 7 Dywizja Piechoty          | 17 DP  |
|                               |                             |                             | 9 Dywizja Piechoty          | B Syb. |
| 10 Dywizja Piechoty           |                             |                             |                             |        |
|                               | 18 DP                       |                             |                             |        |
| DJ                            | 4 BJ                        | 2 Dywizja Jazdy             |                             |        |
|                               | kombinowana BJ              |                             |                             |        |
| Grupa gen. Bułak-Bałachowicza |                             |                             |                             |        |
| Dońska Brygada Kozaków        |                             |                             |                             |        |
| Ochotnicza Brygada Kozaków    | dwie brygady Kozaków        |                             |                             |        |
|                               | Białoruska Armia Narodowa   |                             |                             |        |
| V dlot                        | 2 ew                        |                             |                             |        |
|                               | 14 ew                       |                             |                             |        |
| 21 en                         |                             |                             |                             |        |

## Obsada personalna dowództwa armii
- Dowódca armii:
  - gen. ppor. Edward Śmigły-Rydz (do 9 VII 1920)
  - gen. por. Zygmunt Zieliński (23 VI[2] – 29 VIII[3])
  - gen. ppor. Władysław Sikorski (od 27[c]/30 VIII – 9 XII 1920)
- dowódca etapów 3 Armii – płk piech. Władysław Chełchowski
- szef Oddziału IV - kpt. p. SG Józef Wiatr (IV - XII 1920)
- szef łączności – mjr Alfred Wallner